# See You Next Wednesday
 (décembre 2014).
Si vous disposez d'ouvrages ou d'articles de référence ou si vous connaissez des sites web de qualité traitant du thème abordé ici, merci de compléter l'article en donnant les références utiles à sa vérifiabilité et en les liant à la section « Notes et références ».

See You Next Wednesday (SYNW) est le titre d'un film fictif qui apparaît comme running gag dans la plupart des films du réalisateur John Landis, généralement sous la forme d'une affiche toujours différente.
La traduction française littérale du titre est « Je te vois mercredi prochain ».
C'était le titre du premier scénario écrit par John Landis alors qu'il était adolescent, titre tiré d'une réplique du film 2001, l'Odyssée de l'espace de Stanley Kubrick.

## Les apparitions dans les films de John Landis
- Dans son premier film Schlock (1973), SYNW est d'abord mentionné à deux reprises par un présentateur de télévision annonçant le film diffusé en soirée, avec à chaque fois une histoire et des acteurs différents. Plus tard, une affiche est visible dans le cinéma où se rend Schlock.
- Dans le film à sketchs Hamburger Film Sandwich (1977), SYNW est un mélodrame présenté en « Touchorama ».
- Dans The Blues Brothers (1980), SYNW apparaît sur un panneau d'affichage avec un gorille géant.
- Dans Le Loup-garou de Londres (1981), SYNW est un film pornographique projété dans un cinéma londonien. Présenté comme "une orgie non-stop", on peut voir quelques scènes du film. On aperçoit également une affiche dans les couloirs du métro londonien.
- Dans Un fauteuil pour deux (1983), SYNW apparaît sous forme d'affiche dans l'appartement d'Ophelia (Jamie Lee Curtis).
- Dans le clip musical de la chanson Thriller de Michael Jackson (1983), la phrase See You Next Wednesday est prononcée par un shérif adjoint dans le film que regardent Michael et sa petite amie. On aperçoit également une affiche lorsqu'ils quittent le cinéma.
- Dans La Quatrième Dimension (1983), un personnage allemand prononce la phrase en allemand.
- Dans Drôles d'espions (1985), une affiche de recrutement de l'armée indique « The army can teach you a skill. See you next wednesday. » (« L'armée peut vous apprendre un métier. À mercredi prochain. »)
- Dans Série noire pour une nuit blanche (1985), on voit deux affiches du film dans le bureau de Bud Erman où Diana appelle Jack et tombe sur sa femme.
- Dans Un prince à New York (1988), une affiche est visible dans le métro new-yorkais. Jamie Lee Curtis est censée être l'actrice principale du film.
- Dans Innocent Blood (1992), le titre SYNW est visible en arrière-plan sur la façade d'un cinéma lorsque Lenny sort du coffre de la voiture avant d'aller au Melody Lounge.
- Dans le premier épisode de la série télévisée Dream On (1990), Martin (Brian Benben) dit à sa servante (Marianne Muellerleile) : « See you next thursday » (« À jeudi prochain »), ce qu'elle rectifie aussitôt en lui disant « Mercredi ».
- Dans Les Stupides (1996), le titre SYNW apparaît à l'arrière du bus sur lequel les enfants accrochent leurs vélos.
- Dans l'épisode Une famille recomposée de la série télévisée Les Maîtres de l'horreur (2006), la phrase est prononcée par un personnage de dessin animé à la télévision.

## Les autres apparitions
- Dans 2001, l'Odyssée de l'espace (1968), lorsque l'astronaute regarde le message vidéo d'anniversaire envoyé par ses parents, la dernière phrase qu'ils prononcent à la fin de l'enregistrement est « See you next wednesday ». C'est de là que John Landis a tiré le titre de son film fictif.
- Dans le segment Video Pirates du film à sketches Cheeseburger film sandwich (1987), les pirates trouvent un coffre au trésor rempli de cassettes vidéo dont une intitulée See You Next Wednesday. Bien que John Landis ait réalisé plusieurs autres épisodes du même film, cet épisode a été réalisé par son collaborateur Robert K. Weiss.
- Dans le jeu vidéo Deus Ex, un courriel trouvé sur l'ordinateur de Paul Denton contient des remarques sur une compagnie de cinéma et les films See You Next Wednesday et Blue Harvest (ce dernier étant le nom de code utilisé pour le tournage du film Le Retour du Jedi).
- Dans le jeu vidéo NetHack, la phrase apparaît sous la forme d'un graffiti sur le sol.
- Dans le film Rendez-vous avec une star (2004), lorsque Pepe (Topher Grace) zappe pendant que Rosalee (Kate Bosworth) flirte avec Tad Hamilton (Josh Duhamel), une publicité montre Hamilton piloter une moto sur une colline puis boire un soda pendant qu'une voix off annonce en espagnol « Hasta el proximo miercoles ».
- Dans le film Hellboy 2 : Les légions d'or maudites (2008), le titre du film apparaît sur la façade d'un cinéma, avec plusieurs lettres manquantes (on lit « See You Next ___n_sday »).